# Espingueira
Espingueira est un ancien village du Cap-Vert sur l'île de Boa Vista, transformé en logement de luxe.

## Histoire
Le village dont la population se consacrait alors à la pêche, a été abandonné dans les années 1960. Racheté dans les années 2000, il a été entièrement reconstruit avec des matériaux locaux, mais en gardant la même architecture.